# Agrotacris napoensis
Agrotacris napoensis är en insektsart som beskrevs av Christiane Amédégnato 1985. Agrotacris napoensis ingår i släktet Agrotacris och familjen gräshoppor. Inga underarter finns listade i Catalogue of Life.